# Howard Percy Robertson
Howard Percy Robertson (27 gennaio 1903 – 26 agosto 1961) è stato un matematico, fisico e cosmologo statunitense, noto per i suoi contributi in cosmologia fisica e per un teorema che porta il suo nome, legato all'indeterminazione quantistica. Fu membro della National Academy of Sciences e dell'American Academy of Arts and Sciences..

## Biografia
Robertson è nato a Hoquiam (Washington), e ha ottenuto una laurea in matematica nel 1922 e un master in matematica e fisica nel 1923 all'Università del Washington a Seattle. Ha completato il suo dottorato di ricerca a Caltech in matematica e fisica nel 1925 sotto Harry Bateman, con la dissertazione, “sulla dinamica degli spazio-tempo che contengono uno spazio conforme euclideo tri-dimensionale”.
Dopo aver ricevuto il suo dottorato, Robertson ha ricevuto una borsa di studio (National Research Council Fellowship) per studiare presso le università Georg-August di Gottinga, Ludwig Maximilians di Monaco e Princeton.  A Monaco di Baviera, era uno studente di post-dottorato di Arnold Sommerfeld.
Un punto di riferimento, rappresentato da uno dei primi documenti di Robertson, una breve annotazione negli Annali di Matematica (1938),  intitolato "commento sulla carta precedente: il problema dei due corpi nella relatività generale" risolve il problema con un grado di approssimazione insuperato per diversi decenni. I lavori precedenti, come la metrica di Schwarzschild, erano per un corpo centrale immobile, mentre la soluzione di Robertson considerava due corpi orbitanti l'un l'altro. Ciò nonostante, la sua soluzione ometteva di includere la radiazione gravitazionale, talché i corpi orbitano in eterno, piuttosto che avvicinarsi l'un l'altro.
A parte il suo lavoro nel campo della fisica, Robertson ha svolto un ruolo centrale nell'intelligence scientifica americana durante e dopo la seconda guerra mondiale. Negli anni della guerra, Robertson era Chief American Liaison con la British Scientific Intelligence quando divenne grande amico di Reginald Victor Jones. Dopo la guerra, Robertson divenne un agente segreto della CIA e direttore del Weapons System Evaluation Group al servizio del Segretario della Difesa.
Nel 1953, Robertson ha presieduto un comitato influente della CIA (Robertson Panel) che ha esaminato numerose relazioni ben pubblicizzate di oggetti volanti non identificati (UFO); il comitato ha concluso che i fenomeni legati agli UFO avevano varie spiegazioni naturali e che non si trattava di astronavi aliene: pertanto gli UFO non costituivano una minaccia alla sicurezza nazionale. Per rassicurare i cittadini il comitato raccomandava un programma nazionale di informazione di educazione e di smitizzazione degli UFO.
Sebbene la storia ufficiale della CIA suggerisca che le raccomandazioni del Robertson Panel non fossero mai state effettuate, in una lettera personale di un suo membro, Thorton Page, spedita nel 1966 al segretario del Panel, Fred Durant, di avere "aiutato a organizzare con la CBS una trasmissione televisiva incentrata intorno alle conclusioni del Robertson Panel". Page senza nessun dubbio stava riferendosi alla trasmissione televisiva della CBS dello stesso anno, "UFO: amici, nemici o fantasie?", raccontata da Walter Cronkite.

## Nozioni dal nome di Howard Percy Robertson
- Metrica di Friedmann-Lemaître-Robertson-Walker
- Effetto Poynting-Robertson
- Relazione di Robertson-Schrödinger